# Eleccions parlamentàries poloneses de 1957
Les Eleccions parlamentàries poloneses de 1957 es van celebrar a la República Popular de Polònia per a renovar el Sejm el 20 de gener de 1957, amb el Partit Comunista i els partits satèl·lits en un sistema de candidatures úniques per circumscripció, cosa que facilitava que sempre sortissin elegits el mateix nombre d'escons per als diferents partits, aplegats en el Front de la Unitat Nacional (Front Jedności Narodu). La participació fou del 94,00%.
El nou secretari del partit Władysław Gomułka, nomenat després de les protestes de Poznań de 1956, va mantenir com a primer ministre de Polònia el continuista Józef Cyrankiewicz, nomenat el 1954, alhora que s'iniciava un tímid procés de desestalinització que va despertar moltes expectatives, fins i tot el cardenal Stefan Wyszyński li va donar un vot de confiança, però va desencoratjar als polonesos molt aviat.

## Resultats
|                                 |                                 |                                 |                                 |            |        |           |     |
| Partit                          | Partit                          | Partit                          | Partit                          | Vots       | %      | Escons    | +/- |
|                                 | FJN                             |                                 | Partit Obrer Unificat Polonès   | 16,563,314 | 98.40  | 239 / 459 | 34  |
|                                 | FJN                             | Partit Popular Unit             | 118 / 459                       | 16,563,314 | 98.40  | 28        |     |
|                                 | FJN                             | Partit Demòcrata                | 39 / 459                        | 16,563,314 | 98.40  | 14        |     |
|                                 | FJN                             | Independents                    | 63 / 459                        | 16,563,314 | 98.40  | 26        |     |
| Vots vàlids                     | Vots vàlids                     | Vots vàlids                     | Vots vàlids                     | 16,833,316 | 99.65  | –         |     |
| Vots invàlids                   | Vots invàlids                   | Vots invàlids                   | Vots invàlids                   | 58,897     | 0.35   | –         |     |
| Total                           | Total                           | Total                           | Total                           | 16,892,213 | 100.00 | 459       | 34  |
| Votants registrats/participació | Votants registrats/participació | Votants registrats/participació | Votants registrats/participació | 17,944,081 | 94.14  | –         |     |
| Font: Nohlen & Stöver           |                                 |                                 |                                 |            |        |           |     |